# Carretera de Puerto Rico 163
La carretera de Puerto Rico 163 (PR-163) es una importante vía de doble sentido en la ciudad de Ponce, Puerto Rico. La carretera tiene tanto sus extremos como toda su longitud enteramente dentro de los límites de la ciudad. La carretera corre de este a oeste desde su término este en la PR-2, en el barrio San Antón, hasta su término occidental en la PR-500, en el barrio Canas Urbano. La vía tiene una longitud de 4,5 kilómetros (2,8 millas). La mayor parte del camino discurre como parte de la avenida Las Américas, también conocida como bulevar Luis A. Ferré.

## Descripción de la ruta
La vía de doble sentido tiene una longitud de 4,5 kilómetros (2,8 millas), comenzado en la carretera PR-2 en el barrio San Antón, desde donde corre hacia el oeste. La vía se denomina avenida Julio Enrique Monagas desde el kilómetro 0,0 en la PR-2, en el extremo occidental del barrio San Antón, hasta el kilómetro 0,6 en el centro del mencionado barrio, donde luego comienza a discurrir sobre la avenida Las Américas. Luego recorre sus siguientes 3,9 kilómetros (2,4 millas) a través de la avenida Las Américas hasta su término occidental en su cruce con la PR-500 en el barrio Canas Urbano. El recorrido de la ruta por la avenida Julio Enrique Monagas es una vía dividida de 4 carriles, mientras que su paso por la avenida Las Américas es como una calzada dividida de 6 carriles. Su término occidental con la PR-500 está cerca del puente San Antonio.: 251 
Comenzando en la PR-2 en el barrio San Antón, la PR-163 corre hacia el oeste. A partir de allí, el primer cruce importante de la vía se encuentra en el kilómetro 0,6 con la avenida Las Américas. Hacia el oeste, la siguiente intersección importante de la PR-163 es con la avenida Santiago de los Caballeros, también conocida como avenida Malecón (PR-12). Continuando hacia el oeste, desde la PR-12, la vía cruza el río Portugués antes de pasar por el Hospital Metropolitano Dr. Pila. Luego se cruza con la avenida Hostos (PR-123) en el barrio Canas Urbano, luego de lo cual pasa por el Museo de Arte de Ponce, a la derecha, y la Pontificia Universidad Católica de Puerto Rico, a la izquierda. Su siguiente intersección importante es con el ramal 2 (PR-2R) en la Secretaría de Recreación y Deportes Francisco «Pancho» Coimbre, cerca del estadio Francisco Montaner y del auditorio Juan Pachín Vicéns. Aproximadamente 1 kilómetro (0,6 milla) después, el camino llega a su fin en su cruce con la PR-500 en el barrio Canas Urbano.

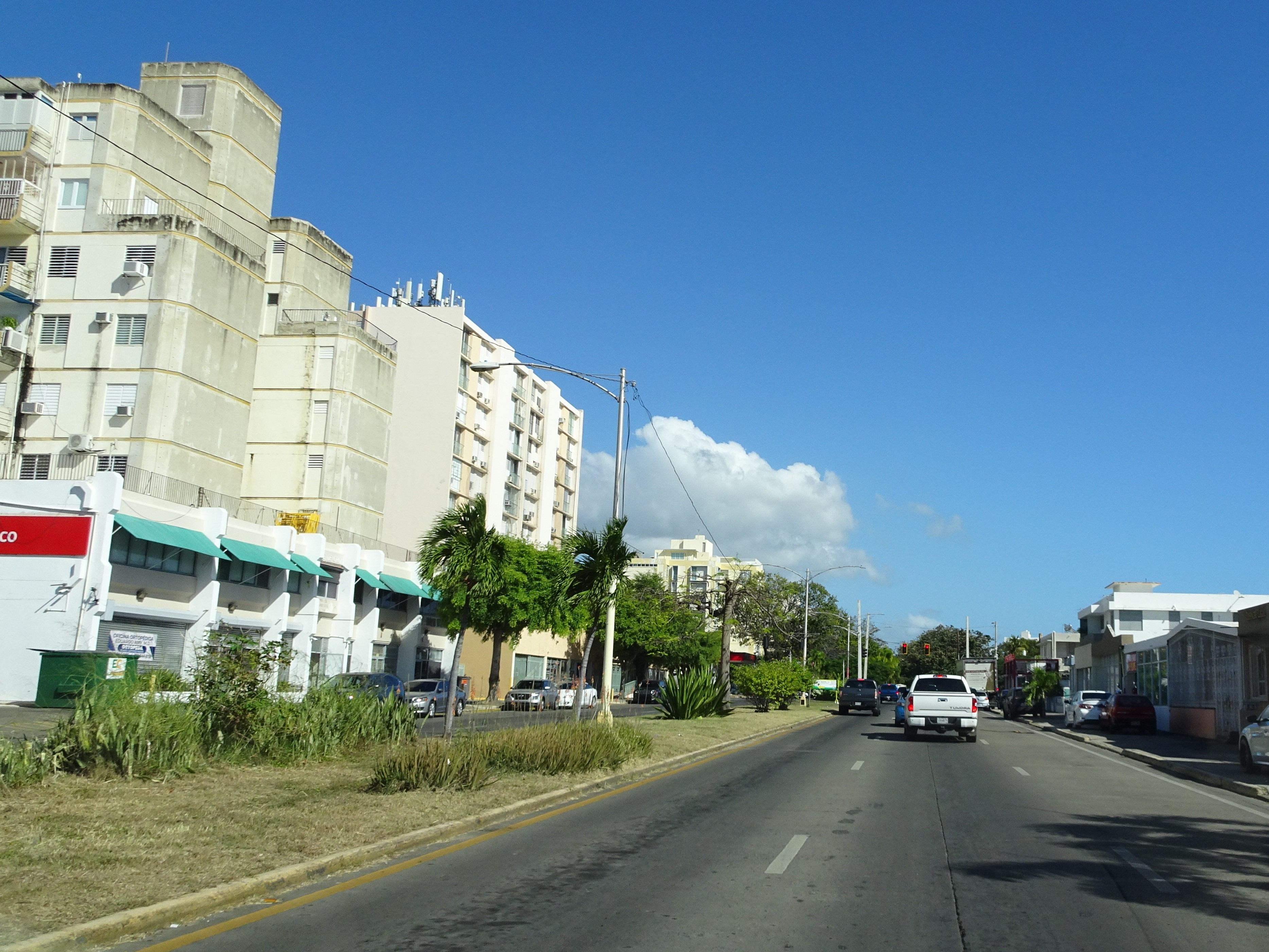
Avenida Las Américas (PR-163) en dirección este a través del barrio Canas Urbano
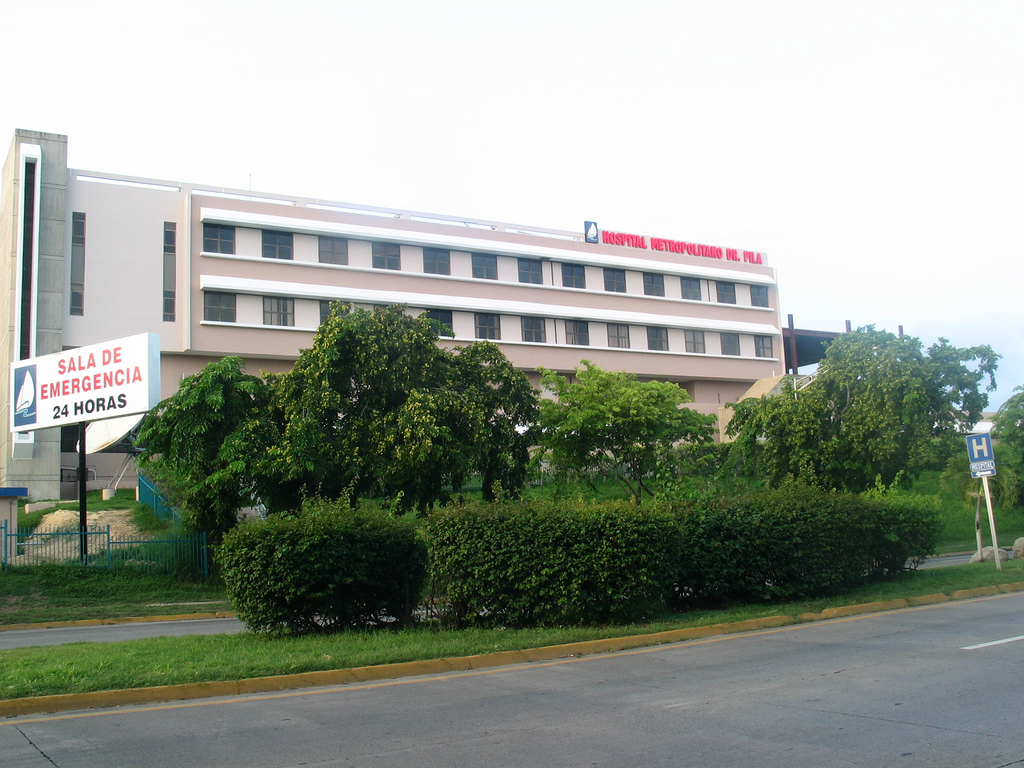
Hospital Dr. Pila (ahora Hospital Metropolitano Dr. Pila) del lado norte de la avenida Las Américas (PR-163), mirando al noreste en el barrio Canas Urbano

### Características
La sección occidental, que es la menos transitada de esta carretera, experimenta un flujo de tráfico por hora de más de 2400 vehículos. En el extremo más occidental de la vía, el puente San Antonio conecta la vía con la PR-9, también llamada avenida Baramaya.: 251 

## Mantenimiento
Al igual que el resto de las carreteras estatales, la carretera PR-163 es administrada y mantenida por el Departamento de Transportación y Obras Públicas de Puerto Rico (DTOP).

## Cruces
Toda la ruta se encuentra dentro del municipio de Ponce. La carretera PR-163 es atravesada principalmente por las siguientes carreteras:
| Ubicación                                                                                              | km       | ×                                                   | Destinos                                   | Notas |
| --- | -------- | --------------------------------------------------- | ------------------------------------------ | --- |
| San Antón                                                                                              | ↑0,0     |                                                     |                                            | Extremo este de la PR-163 |
| San Antón                                                                                              | ↓ 0,65 ↑ |                                                     | Calle Marzo Cabrera / Avenida Las Américas | Extremo oeste de la PR-163 coextensiva con la avenida Julio Enrique Monagas y del este con el bulevar Luis A. Ferré (avenida Las Américas) |
| San Antón                                                                                              | ↓ 0,65 ↑ | Calle Marzo Cabrera / Avenida Julio Enrique Monagas |                                            | Extremo oeste de la PR-163 coextensiva con la avenida Julio Enrique Monagas y del este con el bulevar Luis A. Ferré (avenida Las Américas) |
| San Antón                                                                                              | 0,75     |                                                     | · – Juana Díaz                             | Intercambio tipo diamante |
| San Antón                                                                                              | 0,85     |                                                     | · – Ponce Playa, Mayagüez                  | Intercambio tipo diamante |
| Río Portugués                                                                                          | 1,05     | Puente sobre el río Portugués                       | Puente sobre el río Portugués              | Puente sobre el río Portugués |
| Reparada                                                                                               | 1,6      |                                                     | – Ponce Playa, Ponce Centro                | |
| Reparada, Baldorioty de Castro                                                                         | 3,3      |                                                     |                                            | |
| Baldorioty de Castro                                                                                   | ↓4,5     |                                                     |                                            | Extremo oeste de la PR-163; la PR-500 oeste provee acceso a la avenida Baramaya (PR-9)                                                     |
| 1.000 mi = 1.609 km; 1.000 km = 0.621 mi ↑ En dirección este • ↓ En dirección oeste Transición de ruta |          |                                                     |                                            | |
| Ubicación 1.                                                                                           |          |                                                     |                                            | |

## Galería

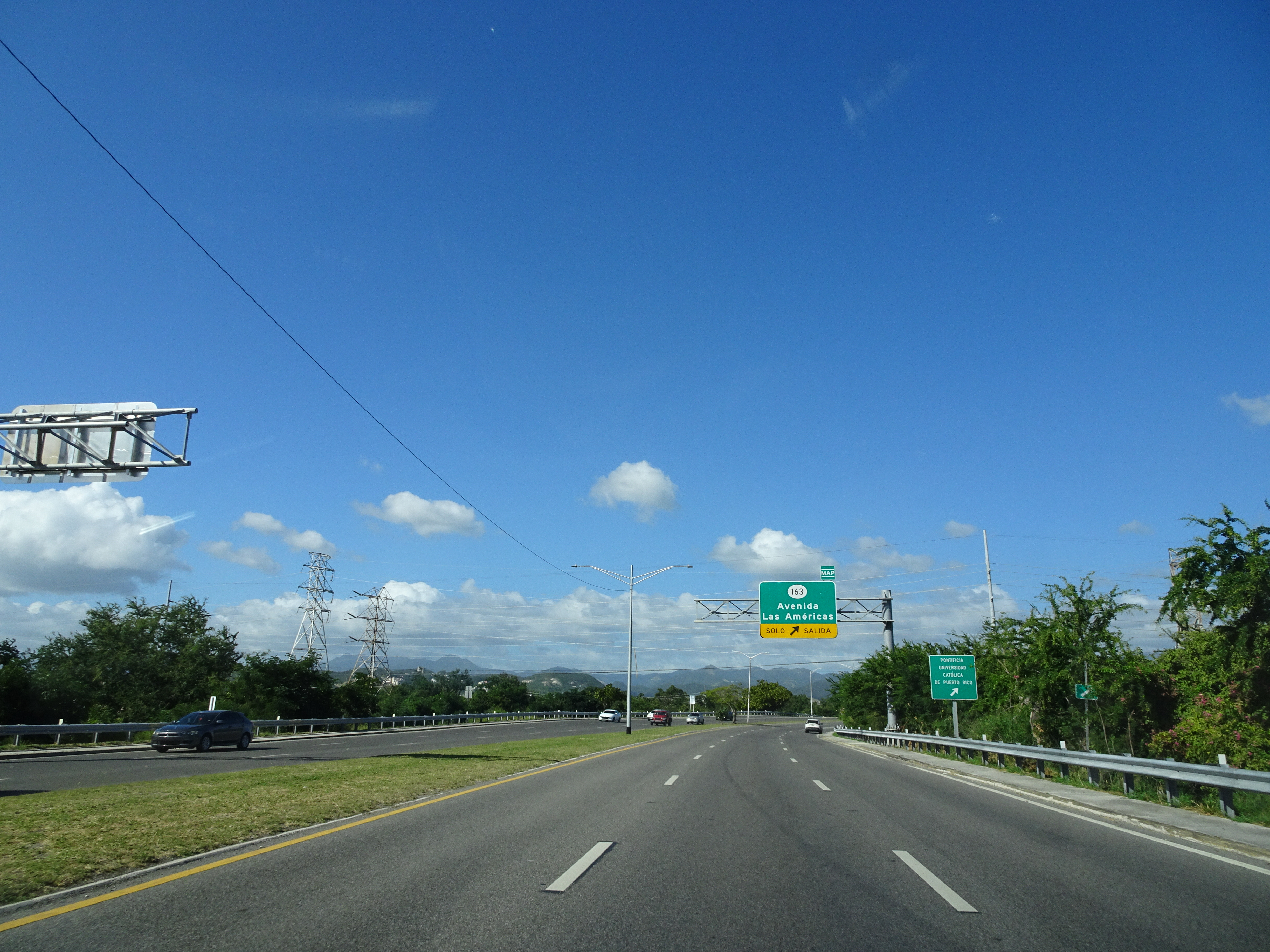
Carretera PR-12 norte cerca de la salida hacia la carretera PR-163 (avenida Las Américas)
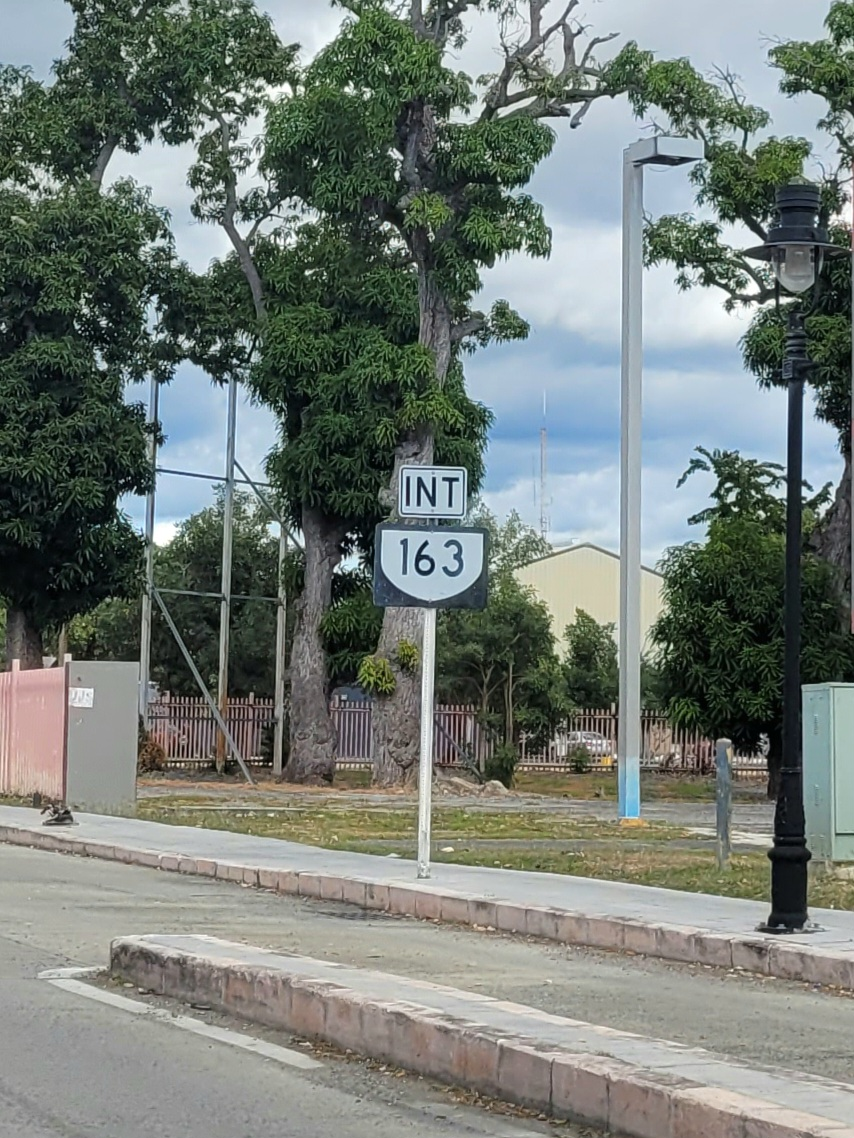
Carretera PR-123 norte acercándose al cruce de la carretera PR-163 (avenida Las Américas)
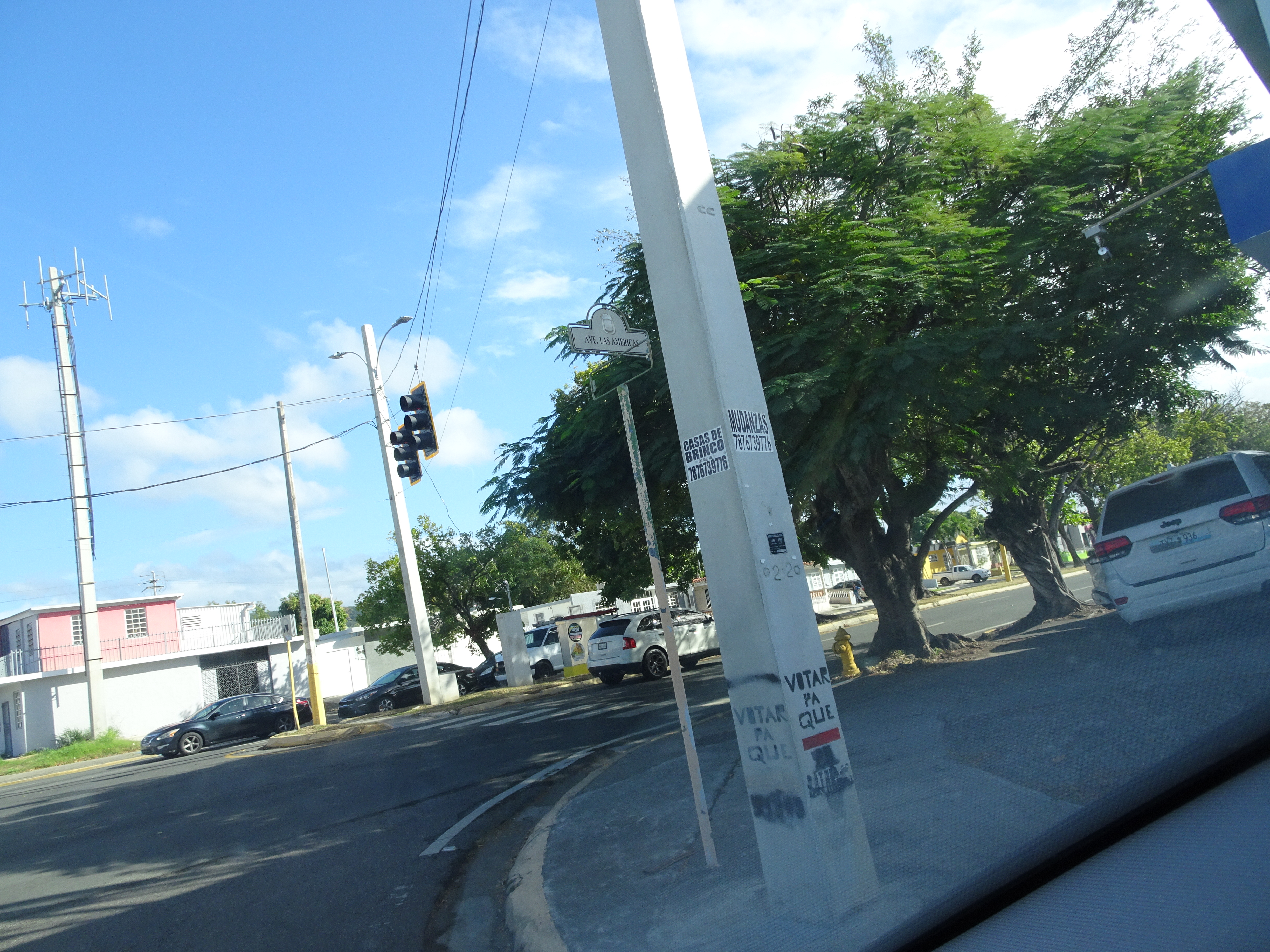
Avenida Eduardo Ruberté Bisó en el cruce de la carretera PR-163 (avenida Las Américas)